# Hibbertia chartacea
Hibbertia chartacea är en tvåhjärtbladig växtart som beskrevs av Judith Roderick Wheeler. Hibbertia chartacea ingår i släktet Hibbertia och familjen Dilleniaceae. Inga underarter finns listade i Catalogue of Life.